# Gadus
Gadus ist eine Fischgattung aus der Familie der Dorsche (Gadidae). Ihre Vertreter leben in der kaltgemäßigten und der arktischen Klimazone im nördlichen Atlantik, im nördlichen Pazifik und im nördlichen Polarmeer. Zwei der drei Arten der Gattung werden allgemeinsprachlich als Kabeljaue bezeichnet.

## Merkmale
Gadus-Arten werden maximal 90 cm bis zwei Meter lang und haben einen spindelförmigen, langgestreckten Körper mit einer bis drei Rücken- und einer bis zwei Afterflossen, die alle voneinander getrennt sind. Ihr Unterkiefer ist kürzer als der Oberkiefer, so dass dieser vorsteht. Am Unterkiefer sitzt eine Kinnbartel. Das Gaumenbein ist zahnlos. Die Schuppen überlappen. Die Bauchflossen haben ein einzelnes, leicht verlängertes Filament. Die Seitenlinie hebt sich hell von der Farbe der Körperseiten ab und reicht ohne Unterbrechungen mindestens bis zur Mitte der dritten Rückenflosse, nach einer Lücke bis auf den Schwanzstiel. Poren des Seitenliniensystems finden sich auch auf dem Kopf.

## Arten
Es gibt drei Arten:
- Atlantischer Kabeljau (Gadus morhua) Linnaeus, 1758
- Pazifischer Kabeljau (Gadus macrocephalus) Tilesius, 1810
- Pazifischer Pollack (Gadus chalcogrammus)[1] Pallas, 1814

Bis Anfang des 21. Jahrhunderts wurde der Grönland-Kabeljau als eigene Gadus-Art angesehen. Heute gilt er als molekulargenetisch identisch mit dem Pazifischen Kabeljau und der wissenschaftliche Name Gadus ogac als Synonym zu G. macrocephalus.

## Nutzung
Alle drei Gadus-Arten werden als Speisefische genutzt und sind von großer Bedeutung für die Fischerei.